# قرش كوتشينشينا

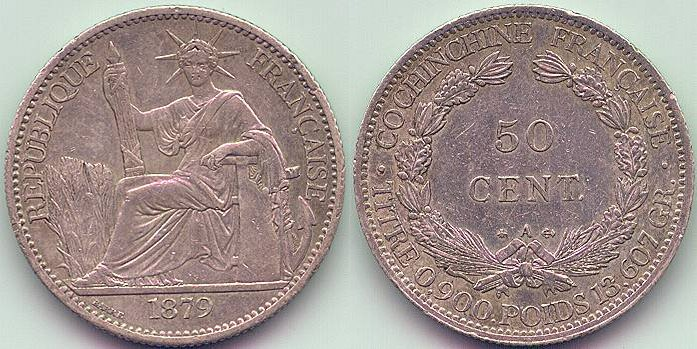
كوتشينشينا فرنسية 50 سنتًا 1879

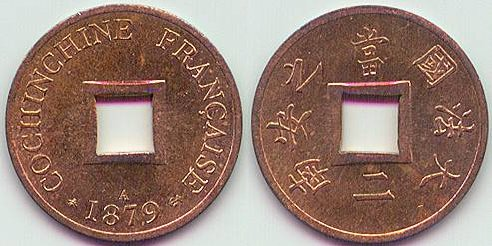
كوتشينشينا فرنسية 2 سابيك 1879

بين عامي 1878 و1885، كان قرش كوتشينشينا هو العملة المتداولة في مستعمرة كوتشينشينا الفرنسية. وقد استبدل بالقرش الهندوصيني الفرنسي بعد إنشاء إدارة موحدة لكوتشينشينا والمحميات والمستعمرات الفرنسية الأخرى في الشرق الأقصى (آنام وكمبوديا وتونكين) في 22 ديسمبر 1885.

## التاريخ

### الخلفية
في عام 1868 كان سعر الغداء في مطعم في شارع كاتينات في سايجون (شارع دونغ خوي الحالي في مدينة هوتشي منه) يكلف قرشًا واحدًا بينما كان سعر العشاء مع النبيذ قرشًا واحدًا و25 سنتًا.
كانت العملة الرئيسية في كوتشينشينا الفرنسية (مثل عملة داي نام) في الفترة الاستعمارية المبكرة هي البيزو المكسيكي، وكان متوسط وزن البيزو المكسيكي الفضي 26.94 غرامًا وفي ذلك الوقت كان سعر الصرف يتقلب بين 5.37 و6.30 فرنك فرنسي على العلامة الخاصة، بينما استخدمت الحكومة الفرنسية 5.55 فرنك مقابل 1 بيزو كسعر صرف رسمي. كما قبل البيزو المكسيكي الذي يحمل علامات صينية بقيم أقل في سايجون بسبب إنتاج عدد كبير من البيزو الصيني المزيف. خلال هذه الفترة أصبح التجار الصينيون أكثر مهارة في اكتشاف البيزو المكسيكي المزيف، كما أصبح من الصعب اكتشاف العملات الصينية المزيفة. بخلاف البيزو المكسيكي، استخدم سكان كوتشينشينا الفرنسية السيسي الفضي الذي كانت قيمته عادة ما بين 16 و18 بيزو مكسيكي (أو بين 80 و100 فرنك فرنسي) للقطعة، وكانت هذه السيسي غالبًا مستطيلة الشكل ونادرًا ما كانت تختلف في قيمتها، وكان إنتاج هذه السيسي الفضية في الغالب في أيدي حكومة سلالة نجوين. خلال هذه الحقبة كانت العملات الذهبية والسيسيه نادرة للغاية في السوق الكوشينية الفرنسية.
افتتحت شركة المحاسبة الوطنية في باريس (CNEP)، التي كانت تعمل بالفعل في بعض المستعمرات الفرنسية الأخرى، فرعًا لها في مدينة سايجون في عام 1862. كانت حسابات المستعمرة تتعامل بالسنتات والفرنك الفرنسي، ولكن كان عليهم تجميعها وتوفير البيزو المكسيكي للتجار المحليين والأجانب. أصدر حاكم كوتشينشينا الفرنسية مرسومًا يقضي بقبول جميع العملات المعدنية من فئة 8 ريال (المعروفة لدى الفرنسيين باسم "القرش") على أنها تزن 24.24 من الفضة الخالصة بينما يزن كل بيزو فضي غير مقطع 24.50 غرامًا على الأقل. استغل التجار الفيتناميون هذه الفرصة بسرعة لشراء البيزو المكسيكي المفروم من الصين وداي نام المستقلة وبيعها للسلطات الفرنسية مقابل الربح. اضطر الحاكم الفرنسي لكوتشينشينا إلى إلغاء هذا المرسوم وعادت جميع العملات المعدنية إلى التداول بأوزانها الفعلية.
لم يكن سعر الصرف العام بين العملات الفضية الفرنسية والسابيك الأنامي مناسبًا للفرنسيين، حيث استخدم صرافو العملات الكوشينيين سعر صرف 8 تيان بالسابيك لكل فرنك، مما وضع عيبًا على الفرنك حيث كان التيان يساوي 10 سنتات فقط، وبالتالي خسروا 20 سنتًا لكل فرنك في الصرف. وفي الوقت نفسه، كانت أسعار الصرف للبيزو المكسيكي مقابل السابيك مواتية إلى حد ما. في 5 مارس 1863، أصبحت العملات الفرنسية الفضية والسنتيمي النحاسية عملة قانونية للمعاملات التجارية. ثم قام حاكم كوتشينشينا رسميًا بتقييم العملات المعدنية من فئة 5 فرنكات بنسبة 90% من قيمة القرش، ولكن قيمتها الحقيقية كانت 93%. مرسوم آخر كان لا بد من إلغاؤه.
خلال الحقبة الاستعمارية في كوتشينشينا الفرنسية، كانت العملات الصينية (المعروفة باسم lý) تُستخدم حصريًا كرموز كازينو من قبل بيوت القمار ولم تكن تُستخدم في عمليات شراء أخرى إلا إذا كانت التجارة تجري مع الصين في عهد أسرة تشينغ. كان سعر التحويل العام 1000 ليرة فرنسية = 1 ليرة فرنسية = 7.50 فرنك فرنسي. كانت الأوتار السابيك التي كانت متداولة في زمن الكوشينتشينا الفرنسي مصنوعة من الزنك وكانت تحتوي على ثقب مركزي مربع مميز يسمح بربطها في أوتار مكونة من 1000 قطعة سابيك من الزنك أو 600 قطعة سابيك من سبائك النحاس، وكانت هذه الأوتار تُعرف باسم كوان تيان (貫錢) في الفيتنامية ligatures أو chapalets بالفرنسية. ينقسم كل خيط إلى 10 تين مكونة من 60 قطعة نقدية، وقد تقيمت هذه العملات المعدنية حسب كميتها وليس حسب وزنها. كانت هذه العملات المعدنية عادةً تحمل لقب عهد أو عصر الملك نجوين الحاكم وكانت مصنوعة بشكل سيئ للغاية مع سبائك رديئة مما تسبب في كسر الأوتار في كثير من الأحيان مع كسر العديد من السابيك مما أدى إلى خسائر كبيرة لأصحابها بسبب هشاشتها. وصف تشارلز ليمير الطبيعة الثقيلة وصعوبة نقل سلاسل السابيك بأنها "عملة تليق بليكرجوس من أسبرطة" و" لا تحسب ولكن توزن". في الوقت الذي دخل فيه تشارلز ليمير سايغون حوالي عام 1868، أصبح وجود السابيك المتداول في كوتشينشينا أقل شيوعًا، ولكن قيل إن السكان المحليين ما زالوا يفضلونها على العملة النحاسية والفضية ذات الطراز الأوروبي التي قدمها الفرنسيون. في المناطق الريفية الفرنسية كان يفضل عملة الكوشينشينا سابيك أكثر من عملة البيستري. كانت السابيك مفيدة بشكل خاص للأشخاص الذين يكسبون وينفقون القليل من المال حيث كان بإمكان السابيك شراء أشياء بقيمة أقل من سنت واحد، أو حتى نصف أو ربع أو سدس سنت بسبب فئاتها الصغيرة. المنتجات التي وصفها ليمير والتي كانت قيمتها أقل من سنت واحد في عام 1868 تشمل جوزة التنبول، وأوراق التنبول، والتبغ، والسجائر، وكوب واحد من الشاي، وشريحة واحدة من الأناناس، وفاكهة البرتقال، والجاك فروت، وشظية من قصب السكر، وملعقة من صلصة السمك، أو قبعة من أوراق النخيل. كانت كل هذه المنتجات قابلة للشراء بعدد صغير من العملات المعدنية، وهذا هو السبب في استمرار تفضيل هذه العملات في المناطق الأقل ثراءً. بسبب المضايقات المرتبطة بالسابيك، وجد السكان الأوروبيون في كوتشينشينا الفرنسية أن إدخال الفرنك الفرنسي كان ضروريًا لمدفوعاتهم ومشترياتهم اليومية.
كانت المحاسبة في فرع سايجون التابع لمكتب المحاسبة الوطنية في باريس تُحفظ بالعملات المعدنية من السنتيم والفرنك، لكن المنظمة احتفظت بأربع عملات معدنية حقيقية وثماني عملات حقيقية متاحة للتجار.
في 10 أبريل 1862، صدر قانون يجعل العملة الإسبانية والمكسيكية قانونية بالعملة الفرنسية كوتشينشينا. أصدر الحاكم الفرنسي المسؤول عن كوتشينشينا مرسومًا يقضي بأن تقيم العملة المعدنية بقيمة 8 ريالات، بغض النظر عن وزنها، بما يعادل 24.24 غرامًا من الفضة الخالصة، عندما تحتوي كل عملة غير مختومة على 24.50 غرامًا على الأقل. استخدم التجار هذا الأمر كمنفذ لتداول البيزو المكسيكي المختوم مقابل عملات غير مختومة في الخزانة الفرنسية وحققوا أرباحًا ضخمة من ذلك. في النهاية ألغى الحاكم هذه الدرجة وتداولت جميع العملات الفضية على أساس أوزانها وقيمتها الجوهرية مرة أخرى بدلاً من قيمتها الاسمية.
في 5 مارس 1863، أصدر الحاكم الاستعماري لكوتشينشينا الفرنسية قرارًا بجعل الفرنكات الفرنسية الفضية والعملات السنتيمية النحاسية عملة قانونية للمعاملات التجارية داخل الإقليم. ثم أصدر الحاكم الاستعماري الفرنسي مرسومًا يقدر رسميًا قيمة العملات المعدنية من فئة 5 فرنكات بنسبة 90% من قرش، ولكن قيمتها الجوهرية كانت في الواقع 93% من قرش، مما سمح للتجار بإساءة استخدامها، مما جعل هذا مرسومًا آخر يجب إلغاؤه.
في النهاية، طرحت الحكومة الفرنسية عملات السنتيم غير المصقولة للتداول في كوتشينشينا الفرنسية إلى جانب عملات فرنسية حضرية أخرى مثل السنتيم والفرنك. ومع ذلك، لم تشهد هذه العملات تداولًا كبيرًا بين السكان الفيتناميين المحليين، حيث استخدم السكان الأوروبيون في كوتشينشينا الفرنسية عملات فرنسا الحضرية في الغالب، بينما فضل التجار الفيتناميون الدولار الإسباني والريال المكسيكي لإجراء التجارة في شرق آسيا حيث كانت هذه العملات هي القاعدة.

### الاقتصاد
حتى عام 1878، كانت المستعمرات الفرنسية تستخدم الفرنك الفرنسي، والذي كان يعتمد آنذاك على معيار الذهب. ومع ذلك، كان لزاماً على السياسات النقدية في كوتشينشينا أن توازن بين احتياجات التجارة مع فرنسا وغيرها من الدول الأوروبية واحتياجات التجارة في آسيا، حيث كان معيار الفضة هو السائد. ولتحقيق هذه الغاية، قدمت فرنسا قرشًا في كوتشينشينا، والذي كان يعتمد على معيار الفضة ولم يكن مرتبطًا بالفرنك الفرنسي. وقد أدى هذا إلى فصل كوتشينشينا، وبعد عام 1885، المستعمرات الفرنسية الأخرى في الهند الصينية، عن المستعمرات الفرنسية في أفريقيا والمحيط الهادئ، والتي لم تكن لديها عملات مستقلة عن الفرنك الفرنسي حتى قدموا الفرنك الأفريقي والفرنك الكاريبي بعد الحرب العالمية الثانية.

### القبول من قبل السكان المحليين

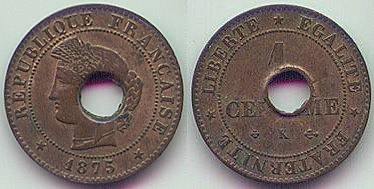
أول عملة كوتشينشينا الفرنسية (1878)

في عام 1878، جلبت مليون عملة فرنسية من فئة 1 سنت إلى ترسانة سايجون وكان من المقرر تحويلها إلى سابيك عن طريق ثقبها وجعل قيمتها1⁄1000 قرش، إلا أن السكان المحليين رفضوا هذه العملات. ظلت العملات النقدية الفيتنامية المصنوعة من سبائك الزنك والنحاس هي العملات الأساسية المتداولة لدى شعب كوشينتشيني، والتي كانت مناسبة تمامًا لسكان كانوا في العموم فقراء للغاية. لم تكن حاجتهم للعملات المعدنية تشكل سوى جزء بسيط من حياتهم، وكان المقايضة أكثر شيوعًا في المنطقة في ذلك الوقت. وقد قايضت جميع العملات النقدية المتداولة وفقًا لقيمتها الجوهرية الحالية. بعد طرح عملة السنتيم الواحد غير المثقوبة وعملات الفرنك الفرنسي الأخرى، لم تشهد تداولًا كبيرًا بين السكان المحليين، في حين ظل التجار يفضلون البيزو المكسيكي لتجارتهم.
أنشأ حاكم كوتشينشينا الفرنسية مجموعة دراسة لتصميم عملات معدنية سيقبلها السكان المحليين في 24 ديسمبر 1878 بموجب مرسوم. قدمت هذه المجموعة الدراسية تصاميم وفئات ومعادن وأوزان عملات السابيك وسنت واحد و10 سنتات و20 سنتًا و50 سنتًا وقرشًا مع نص "Cochinchine Française" عليها، وقد قبلت هذه التصاميم رسميًا بموجب المراسيم الصادرة في 7 و22 أبريل 1879 من قبل الحاكم. قدمت جميع العملات المعدنية باستثناء عملة 1 قرش، ولم يقدم القرش إلا كجزء من قرش الهند الصينية الفرنسية في وقت لاحق وعملت العملات الفضية الإسبانية والمكسيكية كقروش في كوتشينشينا. شهدت عملة السابيك الفرنسية "الثانية" من هذه السلسلة تداولًا أكبر بكثير من عملة السابيك الفرنسية "الأولى"، لكنها لا تزال غير محبوبة إلى حد كبير من قبل السكان المحليين الذين فضلوا العملات النقدية المصبوبة التي أصدرتها سلالة نجوين.

## عملات معدنية
1878: نحاس سابيك (1⁄1000 قرش) بوردو مينت، موجودة في ترسانة سايغون.
1879: نحاس سابيك (1⁄500 قرش)، 1 سنت؛ الفضة 10 سنتا، 20 سنتا، 50 سنتا، 1 قرش (مقالة) دار باريس للنقد
1884: 1 سنت من النحاس؛ 10 سنتات، 20 سنتًا، 50 سنتًا من الفضة. دار باريس للنقد
1885: سكت جميع الفئات بجودة PROOF وبكمية محدودة.
كان السابيك هو النسخة الاستعمارية الفرنسية من النقود، مثل النقود الصينية، التي سمح الفرنسيون لأباطرة نغوين المحليين بمواصلة تقليدها، فهي تحتوي على ثقب مربع ونقوش فقط لأنواعها. الآن، أصبحت النقوش مكتوبة باللغتين الفرنسية والفيتنامية (مكتوبة بأحرف صينية) والعملات المعدنية تُسك وليس تُصب. أظهرت السنتيمات النحاسية الأكبر حجمًا والعملات الفضية في كوتشينشينا الفرنسية تجسيدًا جالسًا للجمهورية من الختم العظيم لفرنسا. كما هو الحال في الختم، لديها ذراعها اليسرى على دفة وحزمة في يدها اليمنى، ولكن الآن توضع مرساة خلف الدفة وهناك نباتات الأرز في الخلفية. قام جاك جان باري بنقش الختم وقام ابنه أ. باري بتصميم هذه العملة. ويظهر اسمه، BARRE، أسفل قدم الشخصية. تظهر علامة دار سك العملة A الخاصة بـ Monnaie de Paris على هذه العملات المعدنية جنبًا إلى جنب مع علامات رئيس النقّاشين، والتي تغيرت بين بداية ونهاية الإصدار.

## الأوراق النقدية
إن الأوراق النقدية من فئة 5 و20 و100 دولار/قرش، التي أصدرها بنك الهند الصينية، والتي تشبه في تصميمها الأوراق النقدية الهندية الصينية الفرنسية اللاحقة، نادرة للغاية في الوقت الحالي.
أصدرت الخزانة الفرنسية في سايغون، وفي وقت لاحق في المحميات، "شيكات" مقومة بفئات 50، 100، 500، 1000، و1500 فرنك فرنسي في محاولة لتحسين التجارة بشكل كبير بين كوتشينشينا الفرنسية وفرنسا الحضرية. وحتى عام 1879، كان التجار الفرنسيون يجلبون العملات المعدنية والأوراق النقدية الفرنسية الحضرية لاستخدامها في مستعمرة كوتشينشينا، لذلك كانت "الشيكات" المقومة بالفرنك مفيدة للغاية بالنسبة لهم. أصدر الحاكم مرسومًا في 25 يناير 1875 يقضي بإنشاء بنك برأس مال خاص، والذي من شأنه أن يحتكر إصدار الأوراق النقدية للمستعمرة. كان أكبر مساهم في هذا البنك هو Comptoir National d'Escompte، والذي كان أيضًا أول بنك فرنسي يمتلك فرعًا في مدينة سايغون. سمي هذا البنك الذي أنشأ حديثًا من قبل شخص بعيد النظر باسم Banque De l'Indo-Chine (بنك الهند الصينية). 
كانت السلسلة الأولى من الأوراق النقدية التي أصدرها بنك الهند الصينية تحمل فئات 5 و20 و100 دولار/قرش، وإصدرت في أواخر عام 1875. تظهر هذه الأوراق النقدية أن الفرنسيين تقبلوا أخيرًا حقيقة أن العملات المعدنية المكسيكية من فئة 8 ريالات (المشار إليها باسم "الدولار" في اللغة الإنجليزية و"القرش" في اللغة الفرنسية) كانت العملات التجارية السائدة في كوتشينشينا، وهو ما أصبح رسميًا في عام 1878. الوجوه مكتوبة بالفرنسية والظهر مكتوب باللغة الفيتنامية مكتوبًا بـ chữ Hán. كانت أوراق هاي فونغ النقدية الأولى هي العملة القانونية الوحيدة في محميات تونكين ولاوس، في حين قبلت أوراق سايجون النقدية في مستعمرة كوتشينشينا ومحميات أنام وكمبوديا. في نهاية المطاف قبلت هذه الأوراق النقدية في جميع أنحاء الهند الصينية الفرنسية.

## روابط خارجية
- العملات المعدنية والأوراق النقدية لفيتنام والهند الصينية الفرنسية